# Frédéric Lefebvre
Pour les articles homonymes, voir Lefebvre.
Ne pas confondre avec Frédéric Lefèvre, écrivain et critique littéraire.
Frédéric Lefebvre, né le 14 octobre 1963 à Neuilly-sur-Seine en France, est un homme politique français.
Proche collaborateur de Nicolas Sarkozy à partir des années 1990, il est adjoint au maire de Garches (Hauts-de-Seine) de 1989 à 2007, conseiller régional d'Île-de-France de 2004 à 2015, député de la dixième circonscription des Hauts-de-Seine de 2007 à 2009, en tant que suppléant d'André Santini, et porte-parole de l'Union pour un mouvement populaire (UMP) de 2008 à 2010. Dans le gouvernement Fillon III, de 2010 à 2012, il est secrétaire d'État chargé du Commerce, de l'Artisanat, des Petites et Moyennes Entreprises, du Tourisme, des Services, des Professions libérales et de la Consommation. Battu aux élections législatives de 2012 dans la première circonscription des Français établis hors de France (États-Unis et Canada), il est finalement élu lors de l'élection partielle de 2013. Il annonce quitter Les Républicains entre les deux tours des législatives de 2017, lors desquelles il est battu. Il participe à la fondation d'Agir la même année, puis adhère à La République en marche en 2019. Il est également depuis 2023 à la tête du magazine Pif Gadget.

## Biographie

### Débuts au sein des cabinets
Fils d'un médecin « antigaulliste » à cause de la guerre d'Algérie, Frédéric Lefebvre est marié à la graphologue Valérie Lefebvre, et père de deux enfants, Quentin et Alix.
Il est responsable des jeunes RPR de Garches lorsqu'il rencontre Nicolas Sarkozy à l'occasion de la campagne présidentielle de Jacques Chirac de 1981.
Licencié en droit privé et titulaire d'un DEA en droit public interne, il commence sa carrière en 1986 comme collaborateur de Gérard-Henri Mathieu, secrétaire général du groupe RPR au Conseil de Paris.
En 1987, il rejoint le cabinet de Jacques Chaban-Delmas, président de l'Assemblée nationale, comme chargé de mission aux côtés de Patrick Ollier. En 1988, ce dernier l'embauche pour devenir, jusqu'en 1993, son assistant parlementaire ainsi que celui de Michèle Alliot-Marie.
Il entre au conseil municipal de Garches en 1989, et devient adjoint au maire.

### Conseiller de Nicolas Sarkozy et lobbyiste
À partir de 1993, il collabore avec Nicolas Sarkozy, ministre du Budget et porte-parole du gouvernement Édouard Balladur, d'abord comme attaché parlementaire, puis comme chef adjoint de cabinet, chargé de la communication jusqu'à la victoire de Jacques Chirac à l'élection présidentielle de 1995, durant laquelle il a organisé les déplacements de soutien de Nicolas Sarkozy à Édouard Balladur. 
De 1995 à 2002, il est assistant parlementaire de Nicolas Sarkozy à mi-temps. À cette époque, en 1996, il crée avec notamment Steven Zunz et Stéphan Denoyés, anciens assistants parlementaires de Christian Estrosi et Charles Ange Ginésy, Perroquet institutionnel communication (Pic conseil), cabinet parisien de communication institutionnelle et de lobbying, ayant pour clients entre autres les industries du tabac, de l'alcool et les casinos. Même s'il dit ne plus être actif dans sa société depuis 2000, il a touché 199 325 € à titre d'actionnaire en 2008, d'après un document interne à Pic Conseil.
En mai 2002, après la nomination de Nicolas Sarkozy comme ministre de l'Intérieur, puis au ministère de l'Économie, des Finances et de l'Industrie, il reprend son rôle de conseiller, chargé des Relations avec le Parlement jusqu'en novembre 2004, et comme chargé de relations avec les élus entre 2004 et 2005, dans son cabinet de président du conseil général des Hauts-de-Seine. À ces fonctions, il tisse des réseaux pour le compte du ministre auprès des parlementaires UMP, ce qui permet à Nicolas Sarkozy de briguer la tête du parti, puis la présidence de la République.
Réélu adjoint au maire de Garches aux municipales de 1995 et 2001, il siège à la communauté d'agglomération Cœur de Seine depuis sa création en 2005 et jusqu’à l'obtention de son poste de député d'Issy-les-Moulineaux et de Vanves, obtenu par la nomination en tant que ministre d'André Santini, dont il était le suppléant. Il est aussi élu en 2004 conseiller régional d'Île-de-France sur la liste d'union UMP-UDF-MPF de l'opposition régionale. Il retrouve 9 juin 2005 son poste de conseiller chargé des relations avec le Parlement au cabinet de Nicolas Sarkozy lorsque celui-ci redevient ministre de l'Intérieur.
Pic conseil, dont Frédéric Lefebvre était encore l'actionnaire majoritaire en nue-propriété fin 2006, s'unit en 2004 à une autre agence de lobbying, Causalis, sous la marque Domaines publics et vend notamment ses services au Syndicat national des professionnels immobiliers, au groupe Lucien Barrière, à Bouygues, à Altadis, et à Alcatel. En janvier 2005, Frédéric Lefebvre fonde une société de conseil en communication, Frédéric Lefebvre Conseil, et reprend à mi-temps, en juin suivant, ses fonctions de conseiller chargé des relations avec le Parlement après le retour de Nicolas Sarkozy au ministère de l'Intérieur.
Après avoir créé le « pôle relation élus » de l’UMP en novembre 2004, il devient quelques mois plus tard directeur de cabinet du président de l'UMP, puis membre de son équipe de campagne pour l'élection présidentielle de 2007. Lors de la réorganisation de l'UMP qui suit la victoire de Nicolas Sarkozy, il est nommé secrétaire national de l’UMP chargé de l’économie, des finances publiques et des nouvelles technologies. Il occupe cette fonction jusqu'en 2011.

### Député, porte-parole de l'UMP
Aux élections législatives de 2007, Frédéric Lefebvre est choisi comme suppléant par le député sortant de la dixième circonscription des Hauts-de-Seine, le centriste André Santini, qui, réélu le 17 juin 2007 avec 55,90 % des voix au second tour, est nommé dans le 2e gouvernement Fillon le 19 juin. Frédéric Lefebvre est ainsi proclamé député le 20 juillet 2007 à sa place, siégeant au sein du groupe UMP alors qu'André Santini s'était inscrit dans le groupe Nouveau Centre.
À l’Assemblée nationale, il multiplie les responsabilités dans le domaine économique et financier. Membre de la commission des Finances, il est nommé rapporteur du budget de l’emploi et prend la parole sur « les niches fiscales, les retraites, les prêts à taux variable, le tarif social pour le gaz, la participation des salariés aux résultats des entreprises, les règles anti-concentration pour les chaînes hertziennes, l'adhésion de la Turquie à l'Union européenne... », au point d'« irrite[r] au sein du groupe, où beaucoup se méfient de sa proximité avec le chef de l'État », mais parvient à faire voter à l'Assemblée huit de ses amendements à l'unanimité durant la première session parlementaire de 2008.
Président avec Jérôme Chartier d’un groupe de travail sur le pouvoir d’achat au sein du groupe UMP, il est coprésident du club parlementaire sur l'avenir de l'audiovisuel public et du groupe d'études sur l'audiovisuel et le cinéma, travaillant sur les réformes de l'audiovisuel en parallèle de la commission Copé, provoquant ainsi des tensions au sein du parti majoritaire. Il est ainsi l'auteur d'amendements discutés, tel celui voté par l'Assemblée nationale le 5 juin 2008 relevant de 2,5 % à 8 % le seuil d'audience d'une chaîne de télévision en dessous duquel la chaîne n'a pas à se conformer au plafond de 49 % de détention de son capital par un même opérateur. Cet amendement a été critiqué comme trop favorable à TF1 et M6[réf. nécessaire]. Il est également l'auteur, en 2008, d'un amendement sur la discrimination positive à France Télévision.
Très présent dans les médias par sa fonction de porte-parole du parti présidentiel, qu'il occupe de mars 2008 à décembre 2010, il multiplie les prises de parole, sans craindre la polémique. Ainsi, il critique en mai 2008 l'absence de reprise par l'AFP de communiqués de presse de l'UMP concernant Ségolène Royal, affirme que les « provocations » des collectifs d'aide aux étrangers en situation irrégulière dont RESF auraient amené à l'incendie du centre de rétention de Vincennes,, et défendant en février 2009 la proposition d'Éric Besson de régulariser les immigrés clandestins qui dénonceraient des passeurs, en déclarant que « la dénonciation est un devoir républicain », à ne pas confondre avec la délation, qui, elle, est « condamnable ». Ces déclarations fracassantes, parfois appelées lefebvreries, lui valent le surnom de « sniper de l'UMP ».
De mars 2009 à mars 2010, Frédéric Lefebvre est coresponsable de la campagne en ligne de Valérie Pécresse pour les élections régionales d'Île-de-France.
Le 23 juin 2009, lors du remaniement ministériel, André Santini n'est pas reconduit au gouvernement. En conséquence, à la suite de la modification de l'article 25 de la réforme constitutionnelle de l'année précédente, André Santini a la possibilité de retrouver son siège automatiquement. Le 24 juillet 2009, le président de l'Assemblée nationale, Bernard Accoyer, annonce que Frédéric Lefebvre n'est plus député.
Partisan déclaré de la régulation d'Internet, Frédéric Lefebvre s'est beaucoup exprimé sur le sujet. Il déclare, en décembre 2008, que « l'absence de régulation du Net provoque chaque jour des victimes ». Certains[Qui ?] lui reprochent alors un amalgame très controversé entre internautes et trafiquants, proxénètes, racistes, violeurs et psychopathes. Il a également comparé certains sites de streaming illégaux à des dealeurs de drogue et lié éducation des enfants et piratage. Dans le cadre de la loi Création et Internet, dite loi Hadopi, il a déposé un amendement pour taxer les sites collaboratifs au profit de France Télévisions. Il a également défendu un amendement mettant l'Internet français sous tutelle du CSA : « Le CSA, dont chacun se plait à souligner le travail en matière de protection des enfants sur tous les diffuseurs de contenus, doit pouvoir étendre son action à Internet. » Ces positions lui valent en 2009 un Big Brother Award.
Frédéric Lefebvre prête serment comme avocat au barreau de Paris le 22 octobre 2009.
En novembre 2009, du fait de signalements d'internautes hostiles, il est le premier responsable politique français à se voir suspendre son compte Twitter fraîchement créé — qu'il récupère rapidement,.
Du 3 mars 2009 à décembre 2010, il est chargé de l'économie, de la refondation du capitalisme et du nouveau partage des richesses à la direction de l'UMP. Il cumule ces fonctions avec celles de porte-parole du parti présidentiel. 
Avec les ateliers du changements, il est également l'un des instigateurs de plusieurs propositions pour réformer le capitalisme.

### Secrétaire d'État
Le 14 novembre 2010, Frédéric Lefebvre est nommé secrétaire d'État auprès de la ministre de l'Économie, des Finances et de l'Industrie, chargé du Commerce, de l’Artisanat, des Petites et Moyennes Entreprises, du Tourisme, des Services, des Professions libérales et de la Consommation, dans le gouvernement François Fillon III, succédant ainsi à Hervé Novelli, avec un portefeuille élargi notamment aux professions libérales. Il est sous la tutelle des ministres de l’économie Christine Lagarde puis François Baroin. Son passage est marqué par un mouvement de simplification pour les entreprises, particulièrement les PME.
Il lance également sur le modèle de la fête de la musique initiée par Jack Lang, la première fête de la gastronomie, qui sera poursuivie par le gouvernement Ayrault dans lequel 4 ministres différents se partagent son portefeuille : Benoît Hamon à la consommation, Fleur Pellerin aux PME, Sylvia Pinel à l'artisanat et au tourisme, le reste de son portefeuille étant assumé directement par Pierre Moscovici.
Le 2 avril 2011, lors de la journée du livre politique, il confond le Zadig de Voltaire avec la marque de vêtements Zadig et Voltaire.

### Député des Français de l'étranger
Il fonde un think tank, dénommé Nouveaux Horizons.
Fin 2011, il est désigné par l'UMP candidat aux législatives pour la première circonscription des Français établis hors de France (États-Unis et Canada),. Devant faire face à des candidatures dissidentes à droite, il arrive en deuxième position au premier tour et est battu au second par la socialiste Corinne Narassiguin, qui remporte 54,01 % des voix. Le 15 février 2013, le Conseil constitutionnel annule le scrutin en raison d'irrégularités et déclare Corinne Narassiguin inéligible.
Frédéric Lefebvre arrive en tête du premier tour de l'élection législative partielle, devançant notamment de plus de 20 % le candidat de l'UDI Louis Giscard d'Estaing qui n'atteint pas les 9 %. À l'issue du second tour, le 9 juin 2013, il est élu député face au candidat socialiste, Franck Scemama, avec 53,72 % des voix, dans un contexte de forte abstention,. Il embauche son épouse Valérie Lefebvre comme assistante parlementaire.
Il dépose quatre propositions de loi dans la semaine qui suit son élection, et fait adopter un amendement au projet de loi sur la consommation, tout en adoptant un discours moins offensif qu'à l'époque où il était dans la majorité. En 2013, il lance une pétition pour « une règle de platine » sur les prélèvements obligatoires en France.  
En 2014, il assiste au voyage de François Hollande aux États-Unis. Devant les critiques croissantes sur le RSI, il provoque une pétition en février 2016 pour réformer le statut des indépendants.
Il tente sans succès de se présenter à la primaire présidentielle des Républicains de 2016, n'obtenant pas un nombre de parrainages d'élus et d'adhérents suffisant. Il entend contourner l'obstacle en se présentant au titre de son micro-parti, Nouveaux Horizons, mais sa candidature est rejetée par la Haute Autorité de la primaire,. Il annonce alors son soutien à la candidature d'Alain Juppé, lequel perd la primaire au second tour contre Francois Fillon le 27 novembre 2016.
En sa qualité de député représentant les Français d'Amérique du Nord, il est le seul officiel français à être invité et à assister à l'investiture du 45e président des États-Unis, Donald Trump.
En juin 2016, Nicolas Sarkozy s'oppose à sa réinvestiture en tant que candidat Les Républicains pour la 1re circonscription des Français établis hors de France pour les élections législatives de 2017. Hormis Henri Guaino, qui tente de se présenter à l'élection présidentielle de 2017 sans passer par la primaire organisée par LR, il est alors le seul député sortant LR à ne pas être investi par son parti en vue des élections législatives de 2017 pour avoir participé, les 23 et 24 septembre 2016, au « sommet des réformistes européens » en présence, entre autres, d'Emmanuel Macron. Son investiture est finalement accordée le 23 mars 2017. Il indique avoir voté pour Emmanuel Macron au premier tour de l'élection présidentielle de 2017.
Il fait campagne principalement sur son expérience politique et sa proximité idéologique avec Emmanuel Macron. Qualifié pour le second tour face à Roland Lescure, candidat de La République en marche, il annonce alors son intention de quitter Les Républicains. Il perd avec un peu plus de 20 % des voix.

### Agir puis La République en marche
En novembre 2017, il participe à la création d'Agir, la droite constructive. En vue des élections européennes 2019, il défend une alliance d'Agir avec LREM, telle que le parti présidentiel la souhaite dans le cadre d'une vaste liste centrale pro-européenne.
Il annonce son adhésion à La République en marche le 19 septembre 2019.

### Activité universitaire
Il a été président du jury de la soutenance de thèse de Arash Derambarsh, dont de nombreuses parties auraient été plagiées, et qui a ensuite été annulée par l'université.

### Activité dans la presse jeunesse
Il participe en tant que directeur de la publication à la nouvelle formule de la revue pour la jeunesse Pif Gadget, pourtant traditionnellement associée à la presse communiste. Le premier numéro a été publié en décembre 2020,. Son fils Quentin fait partie du comité de rédaction. 

## Détail des mandats, fonctions
- 20 mars 1989 - 30 mars 2007 : adjoint au maire de Garches (Hauts-de-Seine)
- 28 mars 2004 - 13 décembre 2015 : membre du conseil régional d'Île-de-France
- 20 juillet 2007 - 24 juillet 2009 : député de la dixième circonscription des Hauts-de-Seine (en tant que suppléant d'André Santini)
- Novembre 2007 - juin 2010 : vice-président de l'Association nationale pour la démocratie locale (ANDL)
- 2008 - 2010 : porte-parole de l'UMP
- 14 novembre 2010 - 10 mai 2012 : secrétaire d'État auprès du ministre de l'Économie, des Finances et de l'Industrie, chargé du Commerce, de l'Artisanat, des Petites et Moyennes Entreprises, du Tourisme, des Services, des Professions libérales et de la Consommation
- Depuis le 30 mai 2012 : membre fondateur de l'Association « Les amis de Nicolas Sarkozy »
- 10 juin 2013 - 18 juin 2017 : député de la première circonscription des Français établis hors de France

## Décorations
- 11 novembre 2010 :  Chevalier de l'ordre national du Mérite

## Publications
- Le Mieux est l'ami du bien, Paris, Le Cherche midi, 2011, 521 p. (ISBN 978-2-7491-1871-0)
À sa sortie, le livre est au centre d'une controverse concernant plusieurs passages qui ont été recopiés, sans citer la source, d'articles provenant de Wikipédia, de l'Agence France-Presse ou de différents sites d'informations[73],[74]. Son éditeur le défend cependant soulignant que l'essentiel est sourcé et que les passages incriminés sont dans un autre pas d'écriture. « L'origine des citations figure expressément dans le livre. Celles qui ont échappé à ma vigilance seront réintégrées par l'éditeur lors de la réimpression » a déclaré à ce sujet Frédéric Lefebvre[75].
- Le Travail, aujourd'hui, Paris, Le Cherche midi, 2012, 135 p. (ISBN 978-2-7491-2636-4)
Frédéric Lefebvre livre dans cet ouvrage sa vision du travail.
- Vous êtes prioritaires, UPblisher, 2014 (ISBN 978-2-7599-0166-1)
- Vues du ciel : dialogue imaginaire entre le général de Gaulle et François Mitterrand, Paris, Les éditions de Passy, 2015, 127 p. (ISBN 978-2-35146-071-9)
- Chaos : histoires secrètes de la guerre des droites, Neuilly-sur-Seine, Michel Lafon, 2018, 335 p. (ISBN 978-2-7499-3615-4)